# Lotru
Munții Lotru je pohoří v Rumunsku. Hřeben Lotru je tvořen převážně travnatými kopci, pouze v nejvyšších partiích mají některá úbočí charakter skalnatých srázů. Dosahuje nadmořské výšky přes 2 000 m n. m. Pro jeho celkový ráz se mu někdy přezdívá rumunské Mongolsko.
Lotru leží na rozhraní rumunských žup Sibiu, Vâlcea a Alba (župa).

## Geologie
Lotří hory jsou složené především z krystalických hornin. Většina hor sestává z velmi rozsáhlých travnatých kopců. Pohoří tvoří asi 50 kilometrů dlouhý hřeben, který je v západní části celkem zřetelný, ve východních částech se ale vějířovitě štěpí do mnoha hřebenů, které spadají do údolí řek Olt a Lotru. Z východu jsou řekou Olt oddělena pohoří Fagaraš a Cozia. Z jižní strany dělí řeka Lotru stejnojmenné pohoří od hor Căpățînii. Na jihozápadě je Lotru odděleno stále stejnou řekou od pohoří Latoriței. Více jihozápadněji pak leží Paring. Na západě je pohoří Șureanu, od kterého je Lotru odděleno sedlem Pasul Tărtărău (1678 metrů vysokým). Na severu odděluje řeka Sadu pohoří Lotru od hor Cindrel. Spojnicí mezi těmito horstvy je sedlo Șteflești vysoké 1525 metrů.
Samotné Lotru se pro svou komplikovanou strukturu dělí do několika celků. Na severu je to masiv Prejba, který kulminuje 1744 metrů vysokým stejnojmenným vrcholem. V okolí tohoto vrcholu se nachází jediné větší horské středisko v těchto horách. Prejba je s hlavním hřebenem spojen nižším hřebínkem, který vybíhá přibližně uprostřed hlavního hřebene od hory Voineșița (1848 metrů). Na východ po hlavním hřebeni se nachází masiv Sterpul (2142 metrů vysoký), dál přichází masiv Coasta Cîineni s 1903 metrů vysokým vrcholem. Jak Sterpul, tak především Coasta Cîineni, vysílají hlavně k jihu a východu velké množství bočních hřebenů. Na západ od hory Voineșița se hlavní hřeben stává zřetelnější a boční hřebeny jsou kratší. Hory se také zvedají do výšky a tvoří rozsáhlé masivy jednotlivých kopců. První přichází masiv Negovanu 2135 metrů vysoký, hned za ním navazují další masivy, které jsou už také výrazně skalnatější. Po Negovanu navazuje skalnatý Balindru (2207 metrů), pak Contu (2080 metrů). Následuje protáhlý Șteflești, který ve své západní půlce dosahuje nejvyšších výšek pohoří 2242 metrů. Dalším masivem je Cristești (2202 metrů) a posledním vysokým a skalnatým je Piatra Alba (2178 metrů). Poté hory opět klesají a teprve ke konci s blížícím se pohořím Șureanu přichází posledním masiv Lotru a to Tîmpele s 1924 metrů vysokým vrchem Larga Mănețanilor. Je zajímavé, že masivy od Negovanu po Piatra Alba dosahují sice vysokých nadmořských výšek, ale plošně jsou malé. Například Coasta Cîineni nebo Sterpul jsou samy o sobě větší, než všechny západní masivy dohromady.
Pohoří má několik řek, které v malých vápencových a slepencových výchozech tvoří soutěsky a kaňony. Na jihu má řeka Lotru kaňonovitý charakter při hranicích s pohořím Latoriței. Je to však spíše výjimka v této části hor. Větší množství malých soutěsek je v okolí městečka Brezoi při soutoku s Oltem. Vynikne zde určitě jediná větší soutěska hor na říčce Călinești. Další kratší říčky mají soutěskovitý a kaňonovitý charakter při vlévání do Oltu na východě. Na severu se žádný výrazněji zaříznutý morfologický útvar nenachází. Ostatně většina údolí v Lotru jsou spíše zaoblená fluviální údolí.

## Vodstvo
Lotru je z větší části obklopeno řekami a několik větších řek v něm také pramení. Jižní úbočí omývá řeka Lotru, na které jsou vybudovány 4 přehradní nádrže. Po proudu to je největší Vidra, pak nejmenší Balindru, poté Malaia a nakonec Brădișor. U městečka Brezoi ústí Lotru do Oltu. Do samotné řeky Lotru teče také z pohoří Lotru mnoho přítoků, z nichž stojí za zmínku řeka Voineșița, pramenící pod stejnojmenným vrcholem (z jižní strany). Na jejím přítoku Jidoaia je vybudována stejnojmenná vodní nádrž. Další velkou řekou jihu je Pǎscoaia pramenící pod Sterpulem. K této řece se během jejího toku připojují také další větší řeky, takže v jižní části pohoří Lotru rozděluje většinu bočních hřebenů. Tokem, který již ústí přímo do Oltu je Călinești. Na dolním toku tvoří jedinou větší soutěsku pohoří Lotru. Následuje větší množství řek, které ústí do Oltu a nedosahují větší délky. Výjimkou je Lotrioara, která odděluje hřeben Prejba od jižnějších hřebenů. Lotrioara vzniká jako soutok několika potoků a pramení opět pod vrcholem Voineșița (na východním svahu). Severní řekou je Sadu, na které je trojice vodních nádrží (od pramene je to nádrž Negovanu, Sadu I a Sadu II). Na severozápadě teče řeka Frumoasa, která se stáčí k severu, aby oddělila Lotru od pohoří Cindrel. Obě poslední zmíněné řeky pramení pod sedlem Șteflești.
V Lotru se nachází jen jediné pleso. Leží na východních svazích východního vrcholu Șteflești, ale nedosahuje velkých rozměrů ani hloubek.

## Turistika
Pohoří je velmi málo navštěvované, jedinou turistickou oblastí je hotel Prejba na stejnojmenném masivu. Na severní straně Prejba leží vesnice Riu Sadului, kde je také omezená možnost ubytování. Z východu je několik málo chat při cestě podél Oltu, totéž platí o jihu. Ze severu je pouze jediná vesnice, z východu pak 8 vesnic a z jihu 6 vesnic. Dostupnost je tedy dosti špatná. Turistické trasy jsou často jen na papíře a na hřebenech není kromě chaty Prejba žádná jiná.